# Pseudognophos
Pseudognophos là một chi bướm đêm thuộc họ Geometridae.